# 亚细亚里

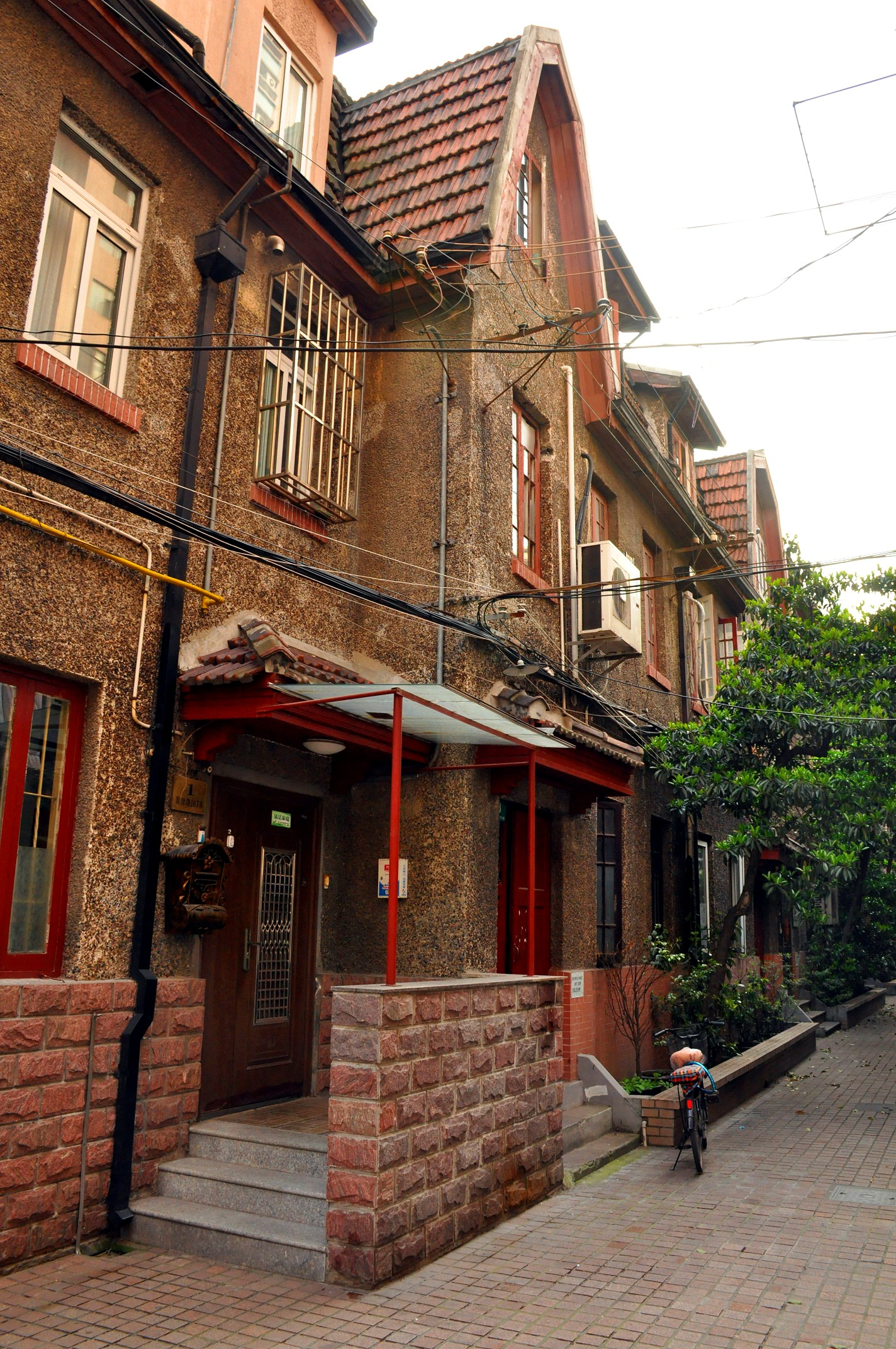

亚细亚里是中国上海的历史建筑，位于虹口区黄渡路107弄、109 号。建于1935年。被列为第四批上海市优秀历史建筑，编号4F024。  
1985年11月13日，亚细亚里15号的李白烈士故居被列为上海市文物保护单位。  